# Slommetjärnet, Dalsland
Slommetjärnet är en sjö i Åmåls kommun i Dalsland och ingår i Göta älvs huvudavrinningsområde. Vid provfiske har abborre fångats i sjön.